# Sotalia
Sotalia és un gènere de cetacis que inclou dues espècies, el tucuxi (S. fluviatilis) i S. guianensis. Aquests delfínids viuen en hàbitats fluvials de la conca de l'Amazones i a les costes de la meitat septentrional de Sud-amèrica. Fins fa pocs anys, es pensava que era un gènere monotípic (amb una sola espècie), però anàlisis moleculars demostraren que hi havia dues espècies diferents.